# Municipio de Pelican Lake
El municipio de Pelican Lake (en inglés: Pelican Lake Township) es un municipio ubicado en el condado de Grant en el estado estadounidense de Minnesota. En el año 2010 tenía una población de 450 habitantes y una densidad poblacional de 4,91 personas por km².

## Geografía
El municipio de Pelican Lake se encuentra ubicado en las coordenadas 46°3′11″N 95°50′27″O / 46.05306, -95.84083. Según la Oficina del Censo de los Estados Unidos, el municipio tiene una superficie total de 91.63 km², de la cual 69,94 km² corresponden a tierra firme y (23,67 %) 21,69 km² es agua.

## Demografía
Según el censo de 2010, había 450 personas residiendo en el municipio de Pelican Lake. La densidad de población era de 4,91 hab./km². De los 450 habitantes, el municipio de Pelican Lake estaba compuesto por el 99,56 % blancos, el 0,22 % eran asiáticos y el 0,22 % eran de una mezcla de razas. Del total de la población el 0,44 % eran hispanos o latinos de cualquier raza.